# Município de Harrison (condado de Knox, Ohio)
O município de Harrison (em inglês: Harrison Township) é um município localizado no condado de Logan no estado estadounidense de Ohio. No ano de 2010 tinha uma população de 2087 habitantes e uma densidade populacional de 31,28 pessoas por km².

## Geografia
O município de Harrison encontra-se localizado nas coordenadas 40° 22′ 13″ N, 83° 48′ 58″ O. Segundo o Departamento do Censo dos Estados Unidos, o município tem uma superfície total de 66.73 km², da qual 66.54 km² correspondem a terra firme e (0.28%) 0.19 km² é água.

## Demografia
Segundo o censo de 2010, tinha 2087 pessoas residindo no município de Harrison. A densidade populacional era de 31,28 hab./km².